# صموئيل فالوز
صموئيل فالوز (بالإنجليزية: Samuel Fallows)‏ هو كاتب أمريكي، ولد في 13 ديسمبر 1835 في Pendleton, Greater Manchester ‏ في المملكة المتحدة، وتوفي في 5 سبتمبر 1922.